# Lavalleja
Lavalleja je departement nacházející se v jihovýchodní části Uruguaye. Sousedí pouze s uruguayskými departementy. Na severu s departmentem Treinta y Tres, na severovýchodě s Rocha, na východě až jihovýchodě s Maldonado, na jihozápadě s Canelones a na západní straně s Florida. Hlavním městem departementu je město Minas, které leží v jeho jižní části. V departementu Lavalleja žije podle sčítání lidu z roku 2011 celkem 58 815 lidí, zabírá plochu 10 016 km2, což ho řadí mezi územně středně velké departementy, přičemž z hlediska počtu obyvatel patří mezi menší departmenty.
Department byl vytvořen v roce 1837 pod názvem Minas, přičemž k jeho vytvoření došlo jeho vyčleněním z departementu Maldonado. Svůj název dostal po uruguayském hrdinovi boje za nezávislost Juanovi Antoniovi Lavallejovi.

## Seznam měst a obcí v departementu
Tabulka zobrazuje největší sídla departementu v pořadí podle počtu obyvatel zjištěných při sčítání lidu v roce 2011.
| Název                 | Počet obyvatel |
| --------------------- | -------------- |
| Minas                 | 38 446         |
| José Pedro Varela     | 5 118          |
| Solís de Mataojo      | 2 825          |
| José Batlle y Ordóñez | 2 203          |
| Mariscala             | 1 626          |
| Pirarajá              | 713            |
| Zapicán               | 553            |